# Mirador de la Cerdanya
Mirador de la Cerdanya és una obra de Puigcerdà (Baixa Cerdanya) inclosa a l'Inventari del Patrimoni Arquitectònic de Catalunya.

## Descripció
El Mirador de la Cerdanya, dit també el Balcó de la Cerdanya, deu el seu nom a l'amplia visió que de bona part de la comarca es pot admirar des del seu emplaçament. Situat a la Plaça de l'Ajuntament és un dels punts més alts de Puigcerdà i domina als seus peus una àmplia panoràmica.
La barana de ferro amb pilars de granit coronats amb una peça esfèrica del mateix material.

## Història
El poeta Joan Maragall, el 1897 li va dedicar uns versos que diuen així :
"M'agrada el balcó de la muralla
quan la gent de la vila i va a badar
i amb ull ja quasi incommovible aguaita
el pas de la llunyana tempestat".